# 鈴華ゆう子のJapanese Treasures
『鈴華ゆう子のJapanese Treasures』（すずはなゆうこのジャパニーズトレジャーズ）は、LuckyFM茨城放送で2023年10月6日より放送しているトーク番組である。

## 概要
同番組は和楽器バンドのボーカリストであり、またいばらき大使を務めている鈴華ゆう子（水戸市出身）が、LuckyFM茨城放送のスタジオから日本文化を発信することをテーマに、日本の伝統文化・風習・季節の行事を、時にゲストとのトークや、和楽器の生演奏を交えて展開する。
ゲスト出演者は鈴華ゆう子のホームページに出演順に記載されている。

## 放送日時
- 本放送：毎週金曜19:00 - 19:30
  - 再放送[3]（2023年12月3日 - 2024年6月30日）：毎週日曜17:00 - 17:30
    - これまでの当該枠『ラテンフォルクローレをご一緒に』が、担当していた飯田利夫の健康上の理由で2023年11月26日に終了したことにともなう。